# T. J. Lindsay Automobile Parts Company
T. J. Lindsay Automobile Parts Company war ein US-amerikanischer Hersteller von Automobilen.

## Unternehmensgeschichte
Das Unternehmen wurde 1902 in Indianapolis in Indiana gegründet. Es stellte Antriebe und weitere Teile für Elektroautos her. Im November desselben Jahres wurde die Stutz Manufacturing Company aus Dayton in Ohio sowie ihr Leiter, Harry C. Stutz, übernommen. Noch 1902 begann die Produktion von Automobilen. Der Markenname lautete Lindsay. Pläne für 1903 beliefen sich auf 500 bis 1000 Fahrzeuge. 1903 endete die Fahrzeugproduktion.
1903 kam es zu einer Reorganisation mit Harley Russell als Investor. Die neue Firmierung lautete Lindsay-Russell Axle Company.

## Fahrzeuge
Im Angebot standen Fahrzeuge mit Ottomotoren und mit Elektromotoren. Sie waren auch als Kit Cars erhältlich. Das Fahrgestell hatte 173 cm Radstand. Der Aufbau war ein offener Runabout.